# Ruin Jonny's Bar Mitzvah
Ruin Jonny's Bar Mitzvah è il quinto album della cover band statunitense Me First and the Gimme Gimmes pubblicato per la Fat Wreck Chords nel 2004.
Questo album è un live registrato ad un bar mitzvah fatto di cover di canzoni evergreen. La prima traccia, Jonny's Blessing, non è una canzone ma una benedizione per Jonny, il ragazzo che sta per fare il bar mitzvah (blessing in inglese significa benedizione).

## Tracce
1. Jonny's Blessing - 1:04
2. Stairway to Heaven - 2:32 - (Testo originale: Led Zeppelin)
3. Heart of Glass - 2:43 - (Testo originale: Blondie)
4. Delta Dawn - 2:41 - (Testo originale: Helen Reddy)
5. Come Sail Away - 2:48 - (Testo originale: Styx)
6. 'O Sole Mio - 2:19 - (Testo originale: Giovanni Capurro/Eduardo Di Capua) video
7. Strawberry Fields Forever - 2:57 - (Testo originale: The Beatles)
8. Auld Lang Syne - 1:48 - (Canzone popolare)
9. The Longest Time - 2:30 - (Testo originale: Billy Joel) - (Musiche originali: Stiff Little Fingers - Suspect Device) mp3
10. On My Mind - 2:35 - (Testo originale: Brenda Lee/Elvis Presley/Willie Nelson)
11. Take It on the Run - 2:44 - (Testo originale: REO Speedwagon)
12. Superstar - 3:20 - (Testo originale: Delaney, Bonnie & Friends/The Carpenters) - (Musiche originali: The Adolescents - Kids of the Black Hole)
13. Hava Nagila - 3:41 - (Canto popolare) - (Musiche originali: The Offspring - Come Out and Play)
14. Hava Nagila (Christmas Arrangement) - 15:24 - (Canto popolare)
  - Il testo è stato modificato e contiene parti di testo da Feliz Navidad, Hava Nagila e Rosh Hashanah.
  - Contiene le tracce nascoste:
    - Seasons in the Sun - (Testo originale: Terry Jacks)
    - Sloop John B - (Testo originale: The Beach Boys) - (Musiche originali: Ramones - Teenage Lobotomy)

## Formazione
- Spike Slawson - voce
- Joey Cape - chitarra
- Chris Shiflett - chitarra
- Fat Mike - basso, voce
- Dave Raun - batteria